# Monte Enxa
El monte Enxa es una montaña situada en la sierra del Barbanza, en la parroquia de Noal, del municipio de Puerto del Son (provincia de La Coruña, Galicia, España).

## Descripción
Tiene una altitud de 538 metros. En su cumbre hay una Estación de Vigilancia Marina (Centro Regional
Coordinador de Salvamento) y un mirador con amplias vistas de la ría de Muros y Noia.
En esta montaña se encuentra el curro da Enxa, donde en el mes de julio se celebra una conocida rapa das bestas.

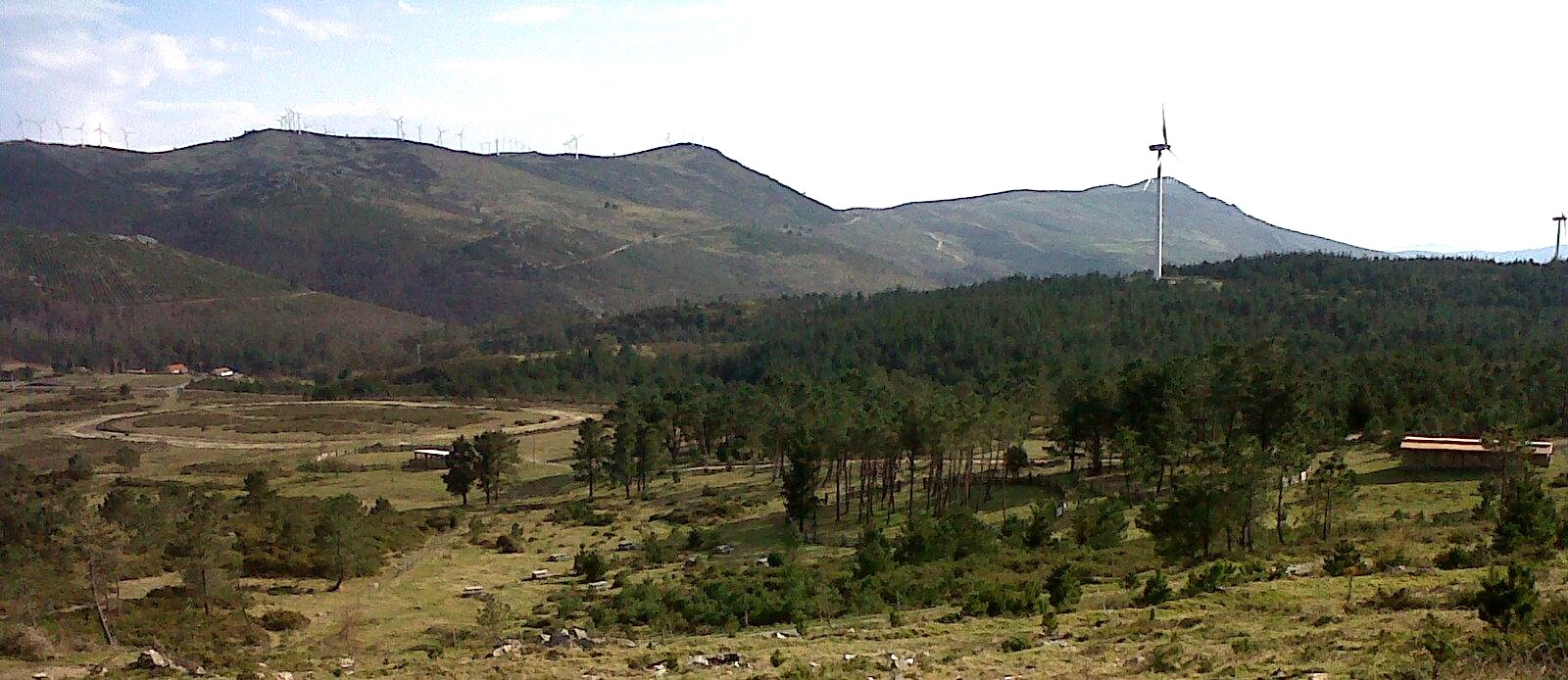
Recinto del curro en el Monte Enxa.